# بيتر بوغدانوفيتش
بيتر بوغدانوفيتش (بالإنجليزية: Peter Bogdanovich)‏ (ولد 1939) مخرج أفلام وممثل ومؤلف ومنتج أمريكي من أصل صربي. وهو كذلك مؤرخ وناقد سينمائي. كان من ضمن موجة السينما الجديدة (هوليوود الجديدة) التي بدأت أواخر الستينات وبداية السبعينات، مع مخرجين مثل فرانسيس فورد كوبولا وبراين دي بالما
ومارتن سكورسيزي. أهم أفلامه: الفيلم الدرامي الذي قدمه عام 1971 آخر معرض صور، والذي رشح عنه لجائزة الأوسكار لأفضل مخرج وجائزة الأوسكار لأفضل مؤلف. وفيلم قناع من عام 1985 الذي رشح لجائزة السعفة الذهبية.

## روابط خارجية
- بيتر بوغدانوفيتش على موقع IMDb (الإنجليزية)
- بيتر بوغدانوفيتش على موقع ميتاكريتيك (الإنجليزية)
- بيتر بوغدانوفيتش على موقع الموسوعة البريطانية (الإنجليزية)
- بيتر بوغدانوفيتش على موقع روتن توميتوز (الإنجليزية)
- بيتر بوغدانوفيتش على موقع مونزينجر (الألمانية)
- بيتر بوغدانوفيتش على موقع ألو سيني (الفرنسية)
- بيتر بوغدانوفيتش على موقع تيرنر كلاسيك موفيز (الإنجليزية)
- بيتر بوغدانوفيتش على موقع أول موفي (الإنجليزية)
- بيتر بوغدانوفيتش على موقع قاعدة بيانات الأفلام السويدية (السويدية)
- بيتر بوغدانوفيتش على موقع إن إن دي بي (الإنجليزية)